# 陳璞
陳璞（1401年—？），字汝玉，直隸蘇州府嘉定縣人，民籍。明朝政治人物。進士出身。

## 生平
十二月初六日生，應天府鄉試第七十五名。宣德八年（1433年）癸丑科會試第四十四名，殿試登進士第三甲第五十名。正統二年二月授行在太常寺博士，四年二月行取都察院理刑，十月擢授行在監察御史，六年巡按直隶，捕杀蝗虫，因母丧丁憂，服闋，十年六月復除山東道御史，十二年掌十三道印，十三年十一月升福建按察使。景泰三年閏九月，福建巡按监察御史许仕达奏按察使陈璞受赂，脱殴死人者，且谓璞素贪懦，不顾名节，命执问之。

## 家族
曾祖陳安九。祖父陳安興。父亲陳文旺。母趙氏。慈侍下。娶蘇氏。